# Doriva
Pour les articles homonymes, voir Junior.
Dorival Guidoni Júnior, plus connu sous le nom de Doriva, est un footballeur international brésilien né le 28 mai 1972 à Nhandeara, évoluant au poste de milieu de terrain, aujourd'hui entraîneur.

## Palmarès

### Joueur
- São Paulo FC
  - Copa Libertadores en 1993
  - Recopa Sulamericana en 1993 et 1994
  - Supercopa Libertadores en 1993
  - Coupe intercontinentale en 1993

- Atlético Mineiro
  - Coupe CONMEBOL en 1997

- FC Porto
  - Champion du Portugal en 1998 et 1999
  - Coupe du Portugal en 1998

- Middlesbrough
  - Coupe de la Ligue en 2004

- Distinctions individuelles
  - « Ballon d'argent brésilien » en 1997

### Entraîneur
- Ituano FC
  - Champion de São Paulo en 2014
- Ituano FC
  - Champion de Rio de Janeiro en 2015